# لارس غرين
لارس غرين (بالسويدية: Lars Green)‏ هو ممثل سويدي، ولد في 30 نوفمبر 1944 في السويد.

## وصلات خارجية
- لارس غرين على موقع IMDb (الإنجليزية)
- لارس غرين على موقع قاعدة بيانات الأفلام السويدية (السويدية)
- لارس غرين على موقع قاعدة بيانات الفيلم (الإنجليزية)